# Богојевић
Богојевић је српско презиме. Потиче од личног имена Богоје, изведеног од речи бог, са присвојним суфиксом -ев (Богојев). Суфикс ић је деминутивна ознака, односно ознака потомака. Тако се презиме може превести као Богојев син. Може се односити на:
Људи:

- Владимир Богојевић, српски кошаркаш
- Милован Богојевић, бивши српски кошаркаш и тренер
- Братислав Богојевић, бивши српски фудбалер и менаџер
- Станко Богојевић, бивши српски фудбалер
- Драго Богојевић, бивши фудбалер босанских Срба
- Љиљана Богојевић, хрватска глумица
- Радојко Богојевић, амбасадор Србије
- Ненад Богојевић „Боги“, српски гитариста
- Славољуб Слава Богојевић, српски уметник
- Мирјана Богојевић, Мис Немачке 2001
- Андреас Богојевић, канадски политичар
- Никола Богојевић, амерички професионални рвач

Насељена места:

- Богојевић Село, у општини Требиње, Босна и Херцеговина
- Богојевићи, у општини Ариље, Србија